# Албанці в Північній Македонії

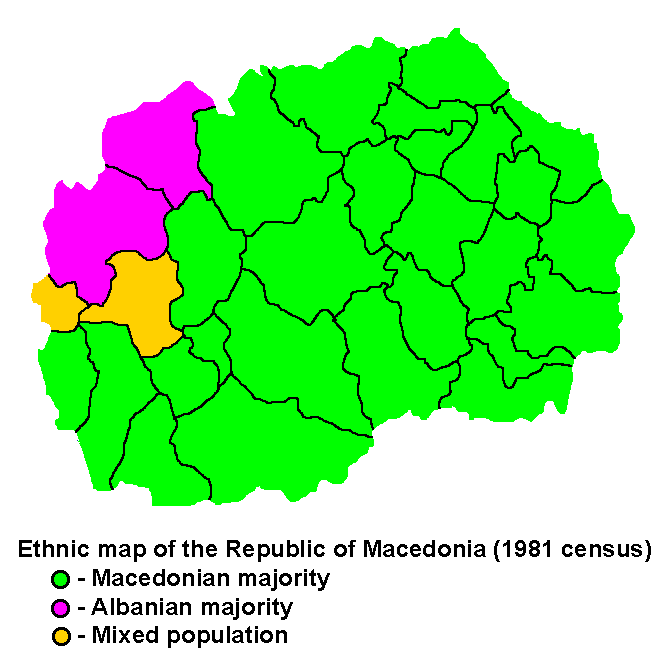
Етнічний розподіл Македонії. Райони з переважною більшостю населення: зелений колір — македонці, жовтий — змішаний склад, фіолетовий — албанці, 1981

Албанці в Північній Македонії — найбільша етнічна меншина в державі Північна Македонія. Їх загальна кількість — 509,083 чоловік (25 % громадян РМ). Албанська громада проживає переважно у північно-західному ареалі країни. Найбільший відсоток у містах Тетово (70 %), Гостивар (56 %), Струга (56 %), Кичево (31 %) і, власне, у столиці місті Скоп'є (20 %). Загалом у 16 адміністративних районах Північної Македонії албанці складають більшість населення. Вимагають розширення національних прав, аж до створення окремої автономії. Мають власні політичні партії, два театри (Тетово, Скоп'є), освітні заклади.

## Населення
Поняття албанці в Північній Македонії з'явилося лише в середині 18 століття Османський перепис 1430-1431 не зафіксував тут взагалі жодного албанця. Тільки в 15 столітті, з початком ісламізації Албанії, ті почали з'являтися у невеликій кількості як турецькі воїни та чиновники.
Відповідно до перепису населення 1953, кількість албанців в Північній Македонії зросла до 19 %. Але 1961 різко впала — до 13 %. Знову зросла до 1971 — 17 %, а 1991 — до 21 %. На останньому переписі населення 2002 албанцями записалися 25,2 % громадян. Етнографи зафіксували граничну кількість албаномовних людей — близько 500,000 осіб. Щоправда, частина албанських політиків доводить, що вже після відокремлення від Югославії на території Північної Македонії частка албанців становила від 30 % до 40 %. Така цифра часом використовується для політичних торгів із урядом. Натомість македонські етнографи та політики вказують на неалбанське походження десятків тисяч мусульман, які є асимільованими македонцями.

## Політичне представництво
2008 року на парламентських виборах албанські партії отримали 22,6 % голосів, тобто 29 із 120 парламентських місць. Крім того, етнічні албанці посідають виняткові позиції у публічній сфері країни, в армії (2 генерали з 10 Македонських ЗС), поліції (включно з албанцем — міністром внутрішніх справ), а також місцевих органах влади. Албанська мова має статус офіційної у 16 адміністративних районах Північної Македонії. Посли Північної Македонії у Швейцарії, Данії, Катарі та Хорватії — етнічні албанці.
Всі ці факти дають право окремим політологам називати Македонію ледь не македоно-албанською державою, що різко заперечують самі македонці, які традиційно дуже чутливо ставляться до символічних проявів албанського націоналізму.

## Культура
Культурно албанці в Північній Македонії щільно пов'язані з Косово та Албанією. Спільний прапор, національний гімн, історія, народні пісні, мова — все це об'єктивно сприяє таким зв'язкам.
Освіта албанською мовою доступна від початкової до вищої. Працює два албанських університети у місті Тетово, два театри.
Основне віросповідання албанців — іслам, але існує й міцна група албанців-католиків, з числа яких і всесвітньовідома Мати Тереза. Говорять переважно на діалекті Тоск, який є базовим для літературної албанської мови.

## ВідоміалбанцізПівнічної Македонії
- Берат Садік, футболіст у Фінляндії
- Мати Тереза, римо-католицька черниця